# 佐藤剛史
佐藤 剛史（さとう ごうし、1973年- ）は、日本の農業経済学者、評論家、元九州大学助教。

## 略歴
大分県大分市生まれ。大分県立大分上野丘高等学校を経て、1996年福岡教育大学教育学部中学校教員養成課程社会科卒、1998年同大学院教育学研究科社会科教育専攻修士課程修了。2001年九州大学大学院生物資源環境科学研究科博士課程修了、「生物多様性と景観視点からの農業の持続可能性に関する理論的・実証的研究」で博士（農学）。2003年九州大学農学研究科助手、2007年同農学研究院助教。

## 著書
- 『すごい弁当力! 子どもが変わる、家族が変わる、社会が変わる』五月書房 2009年
- 『もっと弁当力!! 作って伸びる子どもたち』五月書房 2010年
- 『自炊男子 「人生で大切なこと」が見つかる物語』現代書林 2011年
- 『夢と希望の人生学 これからの「生き方」が見つかる授業』現代書林 2012年
- 『大学で大人気の先生が語る〈失敗〉〈挑戦〉〈成長〉の自立学』岩波ジュニア新書 2013年
- 『結婚検定 幸せな人生を呼び込むヒント満載』婚学普及協会監修 G.B. 2014年
- 『大学で大人気の先生が語る＜恋愛＞と＜結婚＞の人間学』岩波ジュニア新書、2015年

### 共編著
- 『ここ 食卓から始まる生教育』内田美智子共著 西日本新聞社 2007年
- 『弁当の日 食べ盛りの君たちへ』編 西日本新聞ブックレット シリーズ・食卓の向こう側　2008年
- 『金の卵 ニワトリへの愛情が黄金ビジネスを生む!』早瀬憲太郎共著 築地書館 2010年
- 『大学では教えてくれない大学生のための22の大切なコト』編 西日本新聞ブックレット シリーズ・食卓の向こう側　2010年
- 『あなたが生まれた日 あの日のことを、親に聞く。「大人になるためのレポート」』内田美智子,九州大学佐藤ゼミ共著 五月書房 2012年
- 『結婚できる「婚学」教室』馬場純子共著 集英社 2013年
- 『中高生のための「かたづけ」の本』杉田明子共著 岩波ジュニア新書 2014年
- 『みんなにありがとう』mon 体験と絵 書肆侃侃房 2014年

### 監修
- 内田美智子文 諸江和美絵『いのちをいただく』監修 西日本新聞社 2009年
- 多賀正子『ひとりでお弁当を作ろう』竹下和男共監修 共同通信社 2009年